# Henri de Castries
Henri de Castries (Bayonne, 15 sierpnia 1954) jest francuskim przedsiębiorcą. Był prezesem i dyrektorem generalnym AXA do czasu przejścia na emeryturę z obu stanowisk 1 września 2016 r.

## Biografia
Henri de Castries ukończył HEC Paris w 1976 r. i ENA w 1980 r.
W latach 1980–1984 De Castries wykonywał zadania kontrolne dla francuskiego Ministra Finansów, a w 1984 r. został członkiem kierownictwa francuskiego skarbu. W 1986 roku brała udział w prywatyzacji zainicjowanej przez rząd Jacques’a Chiraca, w tym Compagnie Générale d’Electricité, obecnie znanej jako Alcatel-Lucent, oraz TF1, obie na CAC 40.
De Castries rozpoczął karierę w AXA w 1989 roku, kiedy dołączył do centralnego zarządu finansowego. W 1991 roku został mianowany sekretarzem generalnym odpowiedzialnym za restrukturyzację i fuzje (integracja Compagnie du Midi). W 1993 r. został mianowany dyrektorem generalnym odpowiedzialnym za Amerykę Północną i Wielką Brytanię w 1994 r. oraz za fuzję i integrację z Paryską Unią Ubezpieczeniową (UAP) w 1996 r. Był prezesem zarządu spółki Equitable (która stał się AXA Financial) w 1997 r., a od 2000 r. jest Prezesem Zarządu. W 2009 r. przejął pełną odpowiedzialność za AXA, łącząc rolę prezesa ze stanowiskiem dyrektora generalnego.
Pod koniec kadencji De Castriesa AXA stała się pierwszą globalną instytucją finansową, która uniknęła inwestycji w spółki węglowe, sprzedając w 2015 r. aktywa związane z węglem o wartości 500 mln euro. W 2016 r. zdecydował, że AXA dołączy do światowego ruchu na rzecz rezygnacji z inwestycji w tytoniu poprzez wyrzucenie około 2 miliardów dolarów w akcje i obligacje spółek tytoniowych. W marcu 2016 roku ogłoszono, że 1 września De Castries odejdzie z funkcji prezesa i dyrektora generalnego AXA.
Pod koniec 2016 roku De Castries był uważany za faworyta do objęcia stanowiska prezesa HSBC; zamiast tego stanowisko przypadło Markowi Tuckerowi. Po prawyborach przed wyborami prezydenckimi w 2017 r. pełnił funkcję starszego doradcy François Fillona, a media zasugerowały mu przyszłą rolę ministra finansów.
W 2017 roku De Castries dołączył do General Atlantic, większościowego akcjonariusza Argus Media, jako prezes i starszy doradca.